# Celama mesonephele
Celama mesonephele är en fjärilsart som beskrevs av George Francis Hampson 1914. Celama mesonephele ingår i släktet Celama och familjen trågspinnare. Inga underarter finns listade i Catalogue of Life.